# Широке (Білогірський район)
Широ́ке (крим. Şıroke, до 1948 — Октябрьдорф, раніше — єврейська переселенська ділянка № 109 Блюхердорф) — село Білогірського району Автономної Республіки Крим.

## Опис
Відстань від райцентру до населеного пункта становить 58 кілометрів по прямій.
За даними сільради на 2009 рік, село займало площу 106,7 га, на якій у 47 дворах проживало 186 осіб.

## Історія
Село було засноване як єврейська переселенська ділянка № 109, яка спочатку називалася Блюхердорф, пізніше, після 1938 року — Октябрьдорф.
Під час Другої світової війни частину єврейського населення Криму було евакуйовано, з тих, що залишилися під окупацією, більшість розстріляно.
18 травня 1948 року Указом Президії Верховної Ради РРФСР село перейменоване на Широке.